# Якино (Архангельская область)
Якино — деревня в Вилегодском муниципальном округе Архангельской области.

## География
Находится в юго-восточной части Архангельской области на расстоянии приблизительно 13 км на восток-юго-восток по прямой от административного центра района села Ильинско-Подомское на левом берегу реки Пыела.

## История
Отмечалась деревня ещё на карте 1794 года. В 1859 году здесь (деревня Сольвычегодского уезда Вологодской губернии) было учтено 6 дворов. До 2020 года входила в состав Павловского сельского поселения до его упразднения.

## Население
Численность населения: 47 человек (1859 год), 49 (русские 100 %) в 2002 году, 32 в 2010.